# The Wedding Song – Das Ende der Unschuld
The Wedding Song – Das Ende der Unschuld ist ein französisch-tunesischer Filmdrama aus dem Jahr 2008. Regisseurin und Drehbuchautorin Karin Albou tritt auch als Schauspielerin auf.

## Handlung
Französisch-Nordafrika im November 1942 während des Zweiten Weltkriegs – Die Bevölkerung des Landes ist gespalten durch die politische Lage seit das Land von den Deutschen erobert und besetzt wurde. Da die muslimische Bevölkerung von den Franzosen diskriminiert und Juden bevorzugt werden, trifft die Propaganda der Nationalsozialisten unter den Muslimen auf einen gewissen Rückhalt, sodass ein Teil der Bevölkerung offen mit den Deutschen sympathisiert und hofft von diesen langfristig vom Joch der französischen Kolonialherrschaft befreit zu werden; andere dagegen fürchten die Deutschen gleichermaßen wie die Franzosen.
Die beiden schüchternen 16-jährigen Mädchen Nour und Myriam sind beste Freundinnen und leben im selben Wohnhaus in einem Armenviertel. Nour ist Muslimin und verlobt sich mit ihrem Cousin Khalid; das Paar muss mit der Hochzeit aber warten, bis Khalid Arbeit gefunden hat. Myriams verwitwete Mutter Tita verliert ihre Anstellung, weil sie und ihre Tochter Juden sind. Um der Armut zu entfliehen, will Tita ihre Tochter gegen deren Willen mit dem wesentlich älteren Arzt Raoul verheiraten. Die Deutschen führen erste Deportationen von Juden in der Stadt durch, während die Alliierten beginnen, Stellungen der Deutschen aus der Luft zu bombardieren.
Eines Nachts beobachtet Myriam, wie Nour sich mit Khalid trifft und diese dabei  zunehmend bedrängt und schließlich dazu bringt, mit ihm Sex zu haben, und sie entjungfert. Schließlich wird Myriams Mutter wach und will nachsehen, was auf dem Dach passiert ist. Als Khalid knapp entwischt, dabei jedoch von Tita gesehen wird, gibt Myriam an, dass sie mit ihm Sex hatte. Myriam hofft so der Zwangsheirat zu entkommen, doch Raoul lässt sich davon nicht beirren.
Eines Tages durchsuchen die Deutschen Myriams Wohnung. Myriam findet dabei heraus, dass Khalid für die Deutschen als Übersetzer arbeitet und  konfrontiert ihre Freundin damit. Khalid übt Druck aus, dass die Freundinnen sich nicht mehr treffen sollen. Myriam heiratet Raoul, verweigert sich ihm aber in der Hochzeitsnacht. Raoul muss mit anderen jüdischen Männern zum Arbeitsdienst und reist noch am nächsten Morgen ab, wo er mit den anderen in ein Arbeitslager gebracht wird.
Die Deutschen führen eine Inspektion im Frauen-Dampfbad durch, wobei sie jene Frauen, die keinen Schleier tragen, für Jüdinnen halten und festnehmen. Nour rettet Myriam, indem sie sie als ihre Schwester ausgibt; eine andere Frau zeigt ihren vermeintlichen Schleier. Myriam bleibt zurück, während die anderen vermeintlichen Jüdinnen abgeführt werden. Khalid ist erzürnt über Nours Verhalten und drängt sie dazu, sich nicht mehr mit Myriam zu treffen; sie solle den Koran lesen, um zu lernen, wie die Juden wirklich seien – Khalid ist mittlerweile selbst geprägt von der antisemitischen Propaganda der Nazis. Die ungebildete Nour, die nur mit Mühe lesen gelernt hat, hat ihrerseits dem wenig entgegenzusetzen und fängt selbst an, die Propaganda zu glauben, auch wenn Myriam „anders“ sei.
Als die Umgebung von Raouls Haus bombardiert wird, ziehen Myriam und ihre Mutter in ihre alte Wohnung im Wohnhaus von Nours Familie zurück. Nours Großvater konfrontiert sie mit ihrem Lesen im Koran, woraufhin Nour ihn auf eine Stelle verweist, die als tendenziell antijüdisch gewertet werden kann, woraufhin ihr Großvater ihr einen positiven Vers über die Juden und Andersgläubige zeigt
Nour heiratet Khalid. Unmittelbar nach der Hochzeitsnacht bombardieren die Alliierten die Stadt. Als Nour mit anderen Zivilisten Schutz sucht, trifft sie Myriam wieder. Die beiden umarmen sich und beten zusammen.

## Produktion
Der Film basiert auf während des Weltkriegs verfassten Briefen der algerischen Großmutter von Regisseurin Karin Albou sowie Gesprächen, die Albou in der Region über die Zeit des Weltkriegs und das Verhältnis von Juden und Muslimen führte.
Albou konnte keine gebürtige Tunesierin finden, die bereit war, sich nackt vor der Kamera zu zeigen. Schließlich weitete sie ihre Suche auf nicht-arabischsprachige Frauen und Nicht-Araber aus und entschied sich schließlich für die französische Schauspielerin Olympe Borval, die für ihre Rolle der Nour Arabisch lernte.

## Rezeption
- Lexikon des internationalen Films: „Eindrückliches historisches Coming-of-Age-Drama, das die komplizierte Gemengelage genau zu erfassen versucht, was den Film mitunter aus dem Tritt bringt. Sensibel und präzise bildet er jedoch die Freundschaft ab, die durch Angriffe von allen Seiten auseinandergetrieben wird.“[4]